# Penbrook
Penbrook és una població dels Estats Units a l'estat de Pennsilvània. Segons el cens del 2000 tenia 3.044 habitants.

## Demografia
Segons el cens del 2000, Penbrook tenia 3.044 habitants, 1.307 habitatges, i 764 famílies. La densitat de població era de 2.555 habitants/km².
Dels 1.307 habitatges en un 30% hi vivien nens de menys de 18 anys, en un 39,6% hi vivien parelles casades, en un 15,6% dones solteres, i en un 41,5% no eren unitats familiars. En el 36,3% dels habitatges hi vivien persones soles el 10% de les quals corresponia a persones de 65 anys o més que vivien soles. El nombre mitjà de persones vivint en cada habitatge era de 2,32 i el nombre mitjà de persones que vivien en cada família era de 3,04.
Per edats la població es repartia de la següent manera: un 26,3% tenia menys de 18 anys, un 8,1% entre 18 i 24, un 33,8% entre 25 i 44, un 20,1% de 45 a 60 i un 11,7% 65 anys o més.
L'edat mediana era de 35 anys. Per cada 100 dones de 18 o més anys hi havia 92,2 homes.
La renda mediana per habitatge era de 35.341 $ i la renda mediana per família de 44.375 $. Els homes tenien una renda mediana de 32.128 $ mentre que les dones 26.061 $. La renda per capita de la població era de 18.274 $. Entorn del 4,4% de les famílies i el 6,2% de la població estaven per davall del llindar de pobresa.

## Poblacions properes
El següent diagrama mostra les poblacions més properes.